# Brædstrup
Brædstrup es un poblado ferroviario danés perteneciente al municipio de Horsens, en la región de Jutlandia Central.
Tiene 3629 habitantes en 2016, lo que lo convierte en la segunda localidad más importante del municipio tras la capital municipal Horsens.
Se sitúa sobre la carretera 52, a medio camino entre Horsens y Silkeborg.